# Fussball Club Rapperswil-Jona 2019-2020
Questa voce raccoglie le informazioni riguardanti il Fussball Club Rapperswil-Jona nelle competizioni ufficiali della stagione 2019-2020.

## Stagione
Nella stagione 2019-2020 il Rapperswil, allenato da Pedro Silva, concluse il campionato di Promotion League al 2º posto. In Coppa Svizzera il Rapperswil fu eliminato ai quarti di finale dal Sion.

## Rosa
| N. |                          | Ruolo | Calciatore          |
| -- | ------------------------ | ----- | ------------------- |
| 1  | Brasile (bandiera)       | P     | Christian Leite     |
| 3  | Svizzera (bandiera)      | D     | Simon Rohrbach      |
| 4  | Svizzera (bandiera)      | D     | Egzon Kllokoqi      |
| 6  | Kosovo (bandiera)        | D     | Ismajl Beka         |
| 7  | Liechtenstein (bandiera) | A     | Yanik Frick         |
| 8  | Svizzera (bandiera)      | D     | Roman Güntensperger |
| 9  | Guinea-Bissau (bandiera) | C     | Eusébio Bancessi    |
| 10 | Svizzera (bandiera)      | C     | Manuel Kubli        |
| 11 | Francia (bandiera)       | A     | Jordan Gele         |
| 12 | Svizzera (bandiera)      | C     | Nicolas Herter      |
| 13 | Italia (bandiera)        | A     | Aldo Amendola       |
| 14 | Svizzera (bandiera)      | C     | Matteo Pasquarelli  |
| 17 | Kosovo (bandiera)        | A     | Londrit Hamidi      |
| 18 | Svizzera (bandiera)      | P     | Elvedin Jakupović   |
| 18 | Svizzera (bandiera)      | P     | Janis Truniger      |
| 19 | Svizzera (bandiera)      | A     | Male Tolaj          |
| 20 | Svizzera (bandiera)      | D     | Nicolas Stettler    |

| N. |                       | Ruolo | Calciatore          |
| -- | --------------------- | ----- | ------------------- |
| 21 | Portogallo (bandiera) | C     | Fabio Quintoles     |
| 22 | Turchia (bandiera)    | C     | Enes Ciftci         |
| 23 | Svizzera (bandiera)   | D     | Ruben Pousa         |
| 24 | Svizzera (bandiera)   | C     | Maurice Brunner     |
| 26 | Svizzera (bandiera)   | P     | Diego Yanz          |
| 27 | Italia (bandiera)     | A     | Alessandro Casciato |
| 27 | Serbia (bandiera)     | A     | Ilir Zenuni         |
| 28 | Tunisia (bandiera)    | C     | Stéphane Nater      |
| 28 | Svizzera (bandiera)   | A     | Noah Blasucci       |
| 29 | Svizzera (bandiera)   | D     | Salen Dzaferi       |
| 29 | Svizzera (bandiera)   | D     | Dario Marcon        |
| 31 | Kosovo (bandiera)     | D     | Denis Markaj        |
| 32 | Svizzera (bandiera)   | D     | Zlatko Hebib        |
| 37 | Italia (bandiera)     | C     | Leonardo Bartolini  |
| 39 | Svizzera (bandiera)   | P     | Simon Fischer       |
|    | Svizzera (bandiera)   | D     | Bruno Morgado       |

## Organigramma societario
Area tecnica
- Allenatore: Pedro Silva
- Allenatore in seconda:
- Preparatore dei portieri:
- Preparatori atletici:

## Calciomercato

### Sessione estiva
| Acquisti | Acquisti | Acquisti | Acquisti |
| R.       | Nome     | da       | Modalità |
| -------- | -------- | -------- | -------- |

| Cessioni | Cessioni | Cessioni | Cessioni |
| R.       | Nome     | a        | Modalità |
| -------- | -------- | -------- | -------- |

### Sessione invernale
| Acquisti | Acquisti | Acquisti | Acquisti |
| R.       | Nome     | da       | Modalità |
| -------- | -------- | -------- | -------- |

| Cessioni | Cessioni | Cessioni | Cessioni |
| R.       | Nome     | a        | Modalità |
| -------- | -------- | -------- | -------- |

## Risultati

### Promotion League
| Arbitro: | Schärli |

|                            |           |                          |
| Elmer 58’ (rig.) Frick 83’ | Marcatori | 15’ Mettler 39’ Boussaha |

| Arbitro: | Huber |

|            |           |           |
| Gasser 75’ | Marcatori | 50’ Frick |

| Arbitro: | Odiet |

|                               |           |                    |
| Rohrbach 45’ Frick 61’ (rig.) | Marcatori | 56’ (rig.) Alvarez |

| Arbitro: | Ljatifi |

|                        |           |                        |
| Abegglen 68’ Pizzi 86’ | Marcatori | 46’ Bancessi 81’ Kubli |

| Jona 24 agosto 2019, ore 17:00 CEST 5ª giornata | Rapperswil-Jona | 0 – 0 referto | Basilea II | Stadio Grünfeld (465 spett.)\| Arbitro: \| Rosset \| |
| Arbitro:                                        | Rosset          |               |            |                                                      |

| Arbitro: | Kanagasingam |

|                        |           |                                           |
| Miani 31’ Foschini 35’ | Marcatori | 7’, 66’ Gele 49’ Brunner 90’ (rig.) Elmer |

| Arbitro: | Huwiler |

|                             |           |             |
| Brunner 3’ Elmer 51’ (rig.) | Marcatori | 53’ Melazzi |

| Arbitro: | Rosset |

|                      |           |          |
| Kadima 51’ Silva 84’ | Marcatori | 40’ Gele |

| Arbitro: | Kanagasingam |

|  |           |                                                  |
|  | Marcatori | 25’ De Pierro 58’ Mobulu 82’ Fargues 90’ Lusuena |

| Arbitro: | Carrard |

|                |           |                                  |
| Harambasic 45’ | Marcatori | 4’, 52’, 75’ Hamidi 64’ Kllokoqi |

| Arbitro: | Huwiler |

|          |           |  |
| Gele 49’ | Marcatori |  |

| Arbitro: | Kanagasingam |

|           |           |                             |
| Kasai 19’ | Marcatori | 32’ (rig.) Elmer 78’ Hamidi |

| Arbitro: | Ljatifi |

|                               |           |           |
| Frick 25’ Gele 52’ Seferi 77’ | Marcatori | 14’ Causi |

| Arbitro: | Ghisletta |

|                          |           |                 |
| Maksuti 38’ Kastrati 77’ | Marcatori | 40’ (rig.) Gele |

| Jona 3 novembre 2019, ore 15:00 CET 15ª giornata                           | Rapperswil-Jona | 2 – 1 referto | Sion II | Stadio Grünfeld (450 spett.) |
| \| \| \| \| \| Frick 60’ Elmer 90’ (rig.) \| Marcatori \| 64’ Itaitinga \| |                 |               |         |                              |
|                                                                            |                 |               |         |                              |
| Frick 60’ Elmer 90’ (rig.)                                                 | Marcatori       | 64’ Itaitinga |         |                              |

| Arbitro: | Thies |

|                                             |           |  |
| Correia 7’ Tréand 32’ Vitkieviez 85’ (rig.) | Marcatori |  |

| Arbitro: | Carrard |

|                                                |           |  |
| Brunner 21’ Kubli 25’ Gele 44’ Pasquarelli 59’ | Marcatori |  |

| 29 febbraio 2020, ore CET 18ª giornata | Bavois | – non disputata | Rapperswil-Jona |  |

| 8 marzo 2020, ore CET 19ª giornata | Rapperswil-Jona | – non disputata | Brühl |  |

| 14 marzo 2020, ore CET 20ª giornata | Basilea II | – non disputata | Rapperswil-Jona |  |

| 21 marzo 2020, ore CET 21ª giornata | Rapperswil-Jona | – non disputata | Cham |  |

| 29 marzo 2020, ore CET 22ª giornata | Bellinzona | – non disputata | Rapperswil-Jona |  |

| 4 aprile 2020, ore CEST 23ª giornata | Rapperswil-Jona | – non disputata | Stade Nyonnais |  |

| 11 aprile 2020, ore CEST 24ª giornata | Yverdon | – non disputata | Rapperswil-Jona |  |

| 18 aprile 2020, ore CEST 25ª giornata | Rapperswil-Jona | – non disputata | Köniz |  |

| 25 aprile 2020, ore CEST 26ª giornata | Black Stars Basilea | – non disputata | Rapperswil-Jona |  |

| 2 maggio 2020, ore CEST 27ª giornata | Rapperswil-Jona | – non disputata | Zurigo II |  |

| 10 maggio 2020, ore CEST 28ª giornata | YF Juventus | – non disputata | Rapperswil-Jona |  |

| 16 maggio 2020, ore CEST 29ª giornata | Rapperswil-Jona | – non disputata | Breitenrain |  |

| 23 maggio 2020, ore CEST 30ª giornata | Sion II | – non disputata | Rapperswil-Jona |  |

### Coppa Svizzera
| Arbitro: | Ghisletta |

|                      |           |                            |
| Tola 60’ Milicaj 68’ | Marcatori | 28’, 84’ Gele 48’ Kllokoqi |

| Arbitro: | Gianforte |

|  |           |                                   |
|  | Marcatori | 6’ Brunner 53’, 73’ (rig.) Seferi |

| Arbitro: | Piccolo |

|                 |           |                                |
| Ndiaye 59’, 80’ | Marcatori | 12’ Brunner 39’ Hebib 70’ Gele |

| Arbitro: | Tschudi |

|             |           |                              |
| Morgado 67’ | Marcatori | 3’ Uldriķis 22’ (rig.) Grgić |

## Statistiche

### Statistiche di squadra
| Competizione     | Punti | In casa | In casa | In casa | In casa | In casa | In casa | In trasferta | In trasferta | In trasferta | In trasferta | In trasferta | In trasferta | Totale | Totale | Totale | Totale | Totale | Totale | DR  |
| Competizione     | Punti | G       | V       | N       | P       | Gf      | Gs      | G            | V            | N            | P            | Gf           | Gs           | G      | V      | N      | P      | Gf     | Gs     | DR  |
| ---------------- | ----- | ------- | ------- | ------- | ------- | ------- | ------- | ------------ | ------------ | ------------ | ------------ | ------------ | ------------ | ------ | ------ | ------ | ------ | ------ | ------ | --- |
| Promotion League | 31    | 9       | 6       | 2       | 1       | 16      | 10      | 8            | 3            | 2            | 3            | 15           | 14           | 17     | 9      | 4      | 4      | 31     | 24     | +7  |
| Coppa Svizzera   | -     | 1       | 0       | 0       | 1       | 1       | 2       | 3            | 3            | 0            | 0            | 9            | 4            | 4      | 3      | 0      | 1      | 10     | 6      | +4  |
| Totale           | 31    | 10      | 6       | 2       | 2       | 17      | 12      | 11           | 6            | 2            | 3            | 24           | 18           | 21     | 12     | 4      | 5      | 41     | 30     | +11 |

### Andamento in campionato
| Giornata  | 1 | 2  | 3 | 4 | 5 | 6 | 7 | 8 | 9 | 10 | 11 | 12 | 13 | 14 | 15 | 16 | 17 |
| --------- | - | -- | - | - | - | - | - | - | - | -- | -- | -- | -- | -- | -- | -- | -- |
| Luogo     | C | T  | C | T | C | T | C | T | C | T  | C  | T  | C  | T  | C  | T  | C  |
| Risultato | N | N  | V | N | N | V | V | P | P | V  | V  | V  | V  | P  | V  | P  | V  |
| Posizione | 8 | 11 | 5 | 5 | 8 | 4 | 3 | 6 | 7 | 6  | 4  | 3  | 3  | 3  | 2  | 3  | 2  |

Legenda:

Luogo: C = Casa; T = Trasferta. Risultato: V = Vittoria; N = Pareggio; P = Sconfitta.

### Statistiche dei giocatori
| Giocatore        | Promotion League | Promotion League | Promotion League | Promotion League | Coppa Svizzera | Coppa Svizzera | Coppa Svizzera | Coppa Svizzera | Totale   | Totale | Totale      | Totale     |
| Giocatore        | Presenze         | Reti             | Ammonizioni      | Espulsioni       | Presenze       | Reti           | Ammonizioni    | Espulsioni     | Presenze | Reti   | Ammonizioni | Espulsioni |
| ---------------- | ---------------- | ---------------- | ---------------- | ---------------- | -------------- | -------------- | -------------- | -------------- | -------- | ------ | ----------- | ---------- |
| A. Amendola      | 6                | 0                | 0                | 0                | 1              | 0              | 0              | 0              | 7        | 0      | 0           | 0          |
| E. Bancessi      | 13               | 1                | 1                | 0                | 3              | 0              | 0              | 0              | 16       | 1      | 1           | 0          |
| L. Bartolini     | 1                | 0                | 0                | 0                | 0              | 0              | 0              | 0              | 1        | 0      | 0           | 0          |
| I. Beka          | 0                | 0                | 0                | 0                | 1              | 0              | 0              | 0              | 1        | 0      | 0           | 0          |
| N. Blasucci      | 0                | 0                | 0                | 0                | 1              | 0              | 0              | 0              | 1        | 0      | 0           | 0          |
| M. Brunner       | 13               | 3                | 3                | 0                | 3              | 2              | 0              | 0              | 16       | 5      | 3           | 0          |
| A. Casciato      | 0                | 0                | 0                | 0                | 1              | 0              | 0              | 0              | 1        | 0      | 0           | 0          |
| E. Ciftci        | 12               | 0                | 0                | 0                | 4              | 0              | 0              | 0              | 16       | 0      | 0           | 0          |
| S. Dzaferi       | 0                | 0                | 0                | 0                | 0              | 0              | 0              | 0              | 0        | 0      | 0           | 0          |
| N. Eberle        | 5                | 0                | 0                | 0                | 1              | 0              | 0              | 0              | 6        | 0      | 0           | 0          |
| J. Elmer         | 11               | 5                | 4                | 0                | 2              | 0              | 0              | 0              | 13       | 5      | 4           | 0          |
| A. Fejzulahi     | 0                | 0                | 0                | 0                | 0              | 0              | 0              | 0              | 0        | 0      | 0           | 0          |
| S. Fischer       | 0                | 0                | 0                | 0                | 0              | 0              | 0              | 0              | 0        | 0      | 0           | 0          |
| N. Flühmann      | 0                | 0                | 0                | 0                | 0              | 0              | 0              | 0              | 0        | 0      | 0           | 0          |
| Y. Frick         | 8                | 5                | 0                | 1                | 1              | 0              | 0              | 0              | 9        | 5      | 0           | 1          |
| J. Gele          | 16               | 7                | 4                | 0                | 3              | 3              | 0              | 0              | 19       | 10     | 4           | 0          |
| R. Güntensperger | 16               | 0                | 2                | 0                | 3              | 0              | 0              | 0              | 19       | 0      | 2           | 0          |
| L. Hamidi        | 11               | 4                | 0                | 0                | 3              | 0              | 0              | 0              | 14       | 4      | 0           | 0          |
| Z. Hebib         | 9                | 0                | 1                | 0                | 3              | 1              | 0              | 0              | 12       | 1      | 1           | 0          |
| N. Herter        | 8                | 0                | 0                | 0                | 2              | 0              | 0              | 0              | 10       | 0      | 0           | 0          |
| E. Jakupović     | 0                | 0                | 0                | 0                | 0              | 0              | 0              | 0              | 0        | 0      | 0           | 0          |
| E. Kllokoqi      | 16               | 1                | 3                | 0                | 4              | 1              | 0              | 0              | 20       | 2      | 3           | 0          |
| M. Kubli         | 14               | 2                | 2                | 0                | 2              | 0              | 0              | 0              | 16       | 2      | 2           | 0          |
| C. Leite         | 9                | 0                | 0                | 0                | 1              | 0              | 0              | 0              | 10       | 0      | 0           | 0          |
| D. Marcon        | 0                | 0                | 0                | 0                | 0              | 0              | 0              | 0              | 0        | 0      | 0           | 0          |
| D. Markaj        | 11               | 0                | 4                | 0                | 2              | 0              | 0              | 0              | 13       | 0      | 4           | 0          |
| B. Milosavljević | 0                | 0                | 0                | 0                | 0              | 0              | 0              | 0              | 0        | 0      | 0           | 0          |
| B. Morgado       | 0                | 0                | 0                | 0                | 1              | 1              | 0              | 0              | 1        | 1      | 0           | 0          |
| S. Nater         | 2                | 0                | 1                | 0                | 0              | 0              | 0              | 0              | 2        | 0      | 1           | 0          |
| M. Pasquarelli   | 14               | 1                | 2                | 0                | 2              | 0              | 0              | 0              | 16       | 1      | 2           | 0          |
| R. Pousa         | 2                | 0                | 0                | 0                | 1              | 0              | 0              | 0              | 3        | 0      | 0           | 0          |
| F. Quintoles     | 0                | 0                | 0                | 0                | 0              | 0              | 0              | 0              | 0        | 0      | 0           | 0          |
| L. Radice        | 0                | 0                | 0                | 0                | 0              | 0              | 0              | 0              | 0        | 0      | 0           | 0          |
| S. Rohrbach      | 16               | 1                | 2                | 0                | 4              | 0              | 1              | 0              | 20       | 1      | 3           | 0          |
| R. Saliji        | 0                | 0                | 0                | 0                | 0              | 0              | 0              | 0              | 0        | 0      | 0           | 0          |
| K. Schällibaum   | 0                | 0                | 0                | 0                | 0              | 0              | 0              | 0              | 0        | 0      | 0           | 0          |
| M. Seferi        | 9                | 1                | 1                | 0                | 2              | 2              | 0              | 0              | 11       | 3      | 1           | 0          |
| N. Stettler      | 14               | 0                | 4                | 0                | 3              | 0              | 0              | 0              | 17       | 0      | 4           | 0          |
| M. Tolaj         | 1                | 0                | 0                | 0                | 0              | 0              | 0              | 0              | 1        | 0      | 0           | 0          |
| J. Truniger      | 0                | 0                | 0                | 0                | 0              | 0              | 0              | 0              | 0        | 0      | 0           | 0          |
| D. Yanz          | 8                | 0                | 2                | 0                | 3              | 0              | 1              | 0              | 11       | 0      | 3           | 0          |
| I. Zenuni        | 0                | 0                | 0                | 0                | 0              | 0              | 0              | 0              | 0        | 0      | 0           | 0          |